# Văn hóa Sơn Vi

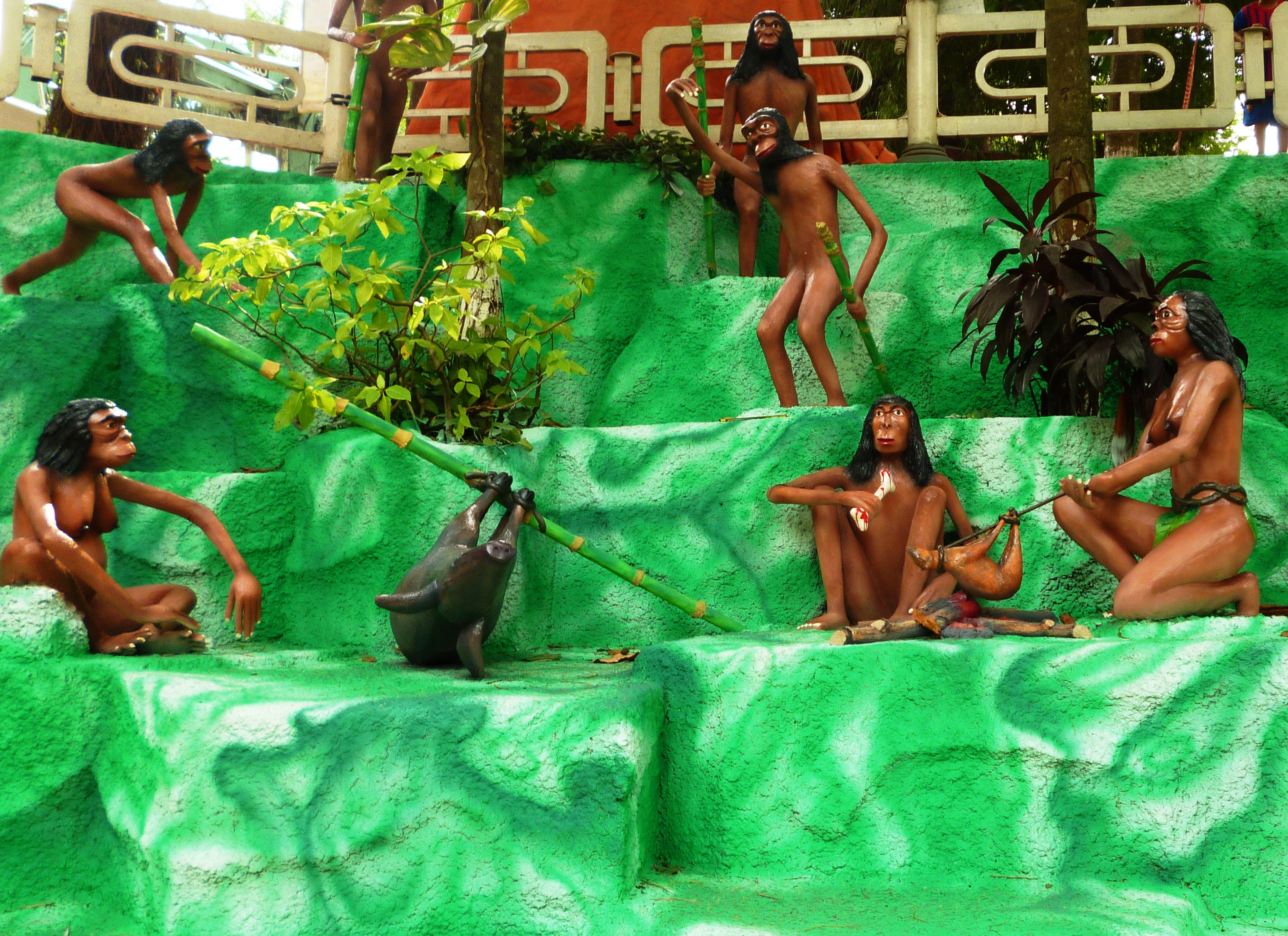
Phục dựng cảnh người thượng cổ Việt Nam tại Khu du lịch Suối Tiên.

Văn hóa Sơn Vi là một nền văn hóa ở Việt Nam vào hậu kỳ thời đại đồ đá cũ cách ngày nay khoảng 16.000 đến 9.000 năm. Đây là nền văn hóa kế trước văn hóa Hòa Bình. Sơn Vi là tên một xã thuộc huyện Lâm Thao, tỉnh Phú Thọ, nơi đầu tiên tìm ra những di chỉ của nền văn hóa này. Đến nay đã có khoảng 160 địa điểm thuộc văn hóa Sơn Vi đã được phát hiện.
Không gian của văn hóa Sơn Vi bao trùm các vùng thuộc Sơn La, Lai Châu, Lào Cai, Yên Bái, Bắc Giang, Thanh Hóa, Nghệ An, Quảng Trị. Những người nguyên thủy chủ nhân của văn hóa Sơn Vi sống thành từng bộ lạc. Họ chủ yếu sống ngoài trời trên các đồi gò trung du ở trung lưu sông Hồng, thượng lưu sông Lục Nam, thượng lưu sông Hiếu. Chỉ một số ít sống trong hang động, mái đá.
Công cụ lao động của người nguyên thủy trong văn hóa Sơn Vi làm từ đá cuội được ghè đẽo thô sơ. Họ sống bằng săn bắn và hái lượm, chưa có trồng trọt và chăn nuôi.